# Eucephalus gormanii
Eucephalus gormanii là một loài thực vật có hoa trong họ Cúc. Loài này được Piper mô tả khoa học đầu tiên năm 1916.